# Alphonso Johnson
Alphonso Johnson (nascido em 2 de fevereiro de 1951, Filadélfia, Pensilvânia) é um baixista de jazz norte-americano, que tem sido influente desde a década de 1970. Johnson chegou à fama ao excursionar e gravar três álbuns com Weather Report (1974-1976).